# آمپرالی (فیلم)
آمپرالی (به هندی: Amrapali) فیلمی محصول سال ۱۹۶۶ و به کارگردانی لک تاندون است. در این فیلم بازیگرانی همچون ویجینتی مالا، سونیل دات، پریم نات، کی.ان. سینگ، مادهوی ایفای نقش کرده‌اند.